# Powtórka
Powtórka – zbiór dzieł Stanisława Lema. Po raz pierwszy wydany nakładem wydawnictwa „Iskry” w roku 1979 w ramach serii „Fantastyka-Przygoda”. 

## Spis utworów
- Powtórka (z Cyberiady, acz włączone do niej w późniejszych niż pierwsze wydaniach);
- Godzina przyjęć profesora Tarantogi (słuchowisko radiowe nawiązujące do postaci profesora Tarantogi - znanego z Dzienników Gwiazdowych);
- Noc księżycowa (słuchowisko radiowe, niemające nic wspólnego z Nocą księżycową, zbiorem opowieści wydanym w 1963 i niezawierającym tej pozycji).

Scenariusze podobnych do Godziny... oraz Nocy... widowisk znajdują się także w Nocy księżycowej.